# Thug Life: Volume 1
Thug Life: Volume 1 es el primer y único álbum del grupo Thug Life, liderado por el rapero 2Pac. Fue lanzado el 26 de septiembre de 1994. 
El álbum fue originalmente lanzado por Interscope Records. Debido a las fuertes críticas en el gangsta rap por entonces, la versión original del álbum fue descartada y regrabada con muchas de las canciones originales editadas. Se ha dicho que 2Pac creó otras dos versiones del álbum, con muchas de las canciones aún inéditas. El grupo estaba formado por Big Syke, Macadoshis, Mopreme, The Rated R y Tupac Shakur. Entre las canciones del álbum destacan "Bury Me a G", "Cradle to the Grave", "Pour Out a Little Liquor", "How Long Will They Mourn Me?" y "Str8 Ballin'". En 1996, Big Syke y 2Pac planearon grabar Thug Life: Vol. 2 - Out On Bail, que iba a ser lanzado por Makaveli Records, pero el asesinato de 2Pac en Las Vegas impidió su creación. A pesar de que el álbum fue lanzado originalmente por Interscope Records, Amaru Entertainment, el sello propiedad de la madre de Tupac Shakur, adquirió sus derechos. Thug Life: Volume 1 fue certificado oro.

## Lista de canciones
| #  | Título                         | Intérprete(s)                                                          | Productor(es)        |
| -- | ------------------------------ | ---------------------------------------------------------------------- | -------------------- |
| 1  | "Bury Me a G"                  | 2Pac, Mopreme, Rated R, Big Syke, Macadoshis, Natasha Walker & Stretch | Thug Music           |
| 2  | "Don't Get It Twisted"         | Mopreme, Macadoshis & Rated R                                          | Jay & Mopreme        |
| 3  | "Shit Don't Stop"              | 2Pac, Macadoshis, Rated R, Mopreme, Big Syke & Y.N.V.                  | Thug Music           |
| 4  | "Pour Out a Little Liquor"     | 2Pac                                                                   | Johnny "J"           |
| 5  | "Stay True"                    | 2Pac, Stretch & Mopreme                                                | Thug Music           |
| 6  | "How Long Will They Mourn Me?" | 2Pac, Nate Dogg, Big Syke, Rated R & Macadoshis                        | Nate Dogg & Warren G |
| 7  | "Under Pressure"               | 2Pac & Stretch                                                         | Thug Music           |
| 8  | "Street Fame"                  | 2Pac, Mopreme, Big Syke & Rated R                                      | Stretch              |
| 9  | "Cradle to the Grave"          | 2Pac, Mopreme, Rated R, Macadoshis & Big Syke                          | Jay Choi & Big Syke  |
| 10 | "Str8 Ballin'"                 | 2Pac                                                                   | Easy Mo Bee          |

## Posiciones en lista
| Año  | Álbum            | Posiciones en lista | Posiciones en lista    |
| Año  | Álbum            | Billboard 200       | Top R&B/Hip Hop Albums |
| 1994 | Thug Life Vol. 1 | #42                 | #6                     |

| Año  | Sencillo              | Posiciones en lista   | Posiciones en lista              | Posiciones en lista | Posiciones en lista |
| Año  | Sencillo              | The Billboard Hot 100 | Hot R&B/Hip-Hop Singles & Tracks | Hot Rap Singles     |                     |
| 1995 | "Cradle To The Grave" | #1                    | #91                              | #25                 |                     |